# Gouadji Kao
Gouadji Kao è un comune rurale del Mali facente parte del circondario di Koutiala, nella regione di Sikasso.
Il comune è composto da 5 nuclei abitati:
- Kaola
- Kassiola
- N'Togonasso (centro principale)
- Pokosso
- Sassila